# Maurizio (Film)
Maurizio (Originaltitel: I colpevoli) ist ein Film von Turi Vasile aus dem Jahr 1957 nach dem Theaterstück  Auf den Straßen der Nacht (Sulle strade di Notte) von Renato Lelli. In der DDR lief der Film unter dem Titel Die Schuldigen.

## Handlung
Der von seiner Mutter Lucia verhätschelte Maurizio begeht mit einem Freund einen Raubüberfall auf eine Tankstelle. Der Vater, Valerio, ein extrem gesetzestreuer Staatsanwalt kann nicht anders und muss seinen Sohn, als dieser alles gesteht, anzeigen. Er besorgt ihm aber als Anwalt seinen guten Freund Giorgio. 

## Hintergrund
Maurizio ist der einzige Film, in dem Carlo Ninchi und sein Neffe Alessandro Ninchi zusammengearbeitet haben.

## Kritik
„Gut gespieltes Melodram.“

„Das Familiendrama lebt von seinen überzeugenden Darstellern. Charakterkopf Carlo Ninchi spielt einen verknöcherten Juristen, der in einen Konflikt zwischen seinen beruflichen Prinzipien und seine väterlichen Pflichten gerät. (…) Isa Miranda (…) gibt der Mutter beklemmend realistische Züge...“